# 朱忠亮
朱忠亮（？—813年），本名士明，字仁辅，汴州浚仪人。
早年是昭义节度使薛嵩的裨将。大历年間，奉詔屯田普潤（今陝西鳳翔北），防遏吐蕃。建中四年，爆發朱泚之亂，率麾下四十骑奔往奉天（今陝西乾縣）勤王。德宗嘉許他，封东阳郡王，为“奉天定难功臣”。后守梁州（今陕西汉中），曾被俘，系长安狱。亂平後，李晟释之，荐于渾瑊，累遷定平鎮（今甘肅寧縣東南）都虞候。憲宗時，授御史大夫，再拔擢為泾源（今甘肅涇川北）四镇节度使，賜名忠亮。元和八年（813年）十月十二日，卒。赠尚书左仆射。

## 延伸阅读
[在维基数据编辑]
 《舊唐書/卷151》，出自刘昫《舊唐書》
 《新唐書·卷170》，出自《新唐書》